# Unleash the Beast
Unleash the Beast è il tredicesimo album dei Saxon, uscito il 14 ottobre 1997 per l'Etichetta discografica CMC International.

## Il disco
Doug Scarrat, già entrato nel gruppo poco prima del tour di Dogs of War, offre la sua prima prova in studio (se non si considera la cover di You've got Another Thing comin' dei Judas Priest, realizzata dal gruppo nel 1996 per A Tribute to Judas Priest Legends of Metal vol.1).

## Tracce
1. Gothic Dreams (Byford/Glockler) - 1:33
2. Unleash the Beast - 5:16
3. Terminal Velocity - 4:43
4. Circle of Light (Byford/Glockler/Carter/Scarrat) - 5:26
5. The Thin Red Line (Byford/Glockler/Carter/Scarrat) - 6:20
6. Ministry of Fools (Byford/Glockler/Carter/Scarrat) - 4:29
7. The Preacher - 4:55
8. Bloodletter - 5:31
9. Cut Out the Disease - 5:23
10. Absent Friends - 4:54
11. All Hell Breaking Loose (Byford/Carter/Scarrat/Quinn) - 4:31

- Canzoni scritte da Byford/Glockler/Carter/Scarrat/Quinn, tranne dove indicato.

## Formazione
- Biff Byford - voce
- Doug Scarrat - chitarra
- Paul Quinn - chitarra
- Nibbs Carter - basso
- Nigel Glockler - batteria